# Canal de Bristol
El canal de Brístol (en inglés, Bristol Channel; en galés, Môr Hafren; literalmente, mar de Severn) es una larga y estrecha entrada de mar de 135 km de longitud al suroeste de la isla de Gran Bretaña, siendo la mayor del Reino Unido. Básicamente, es un brazo o golfo del océano Atlántico limítrofe con el mar Céltico. Separa el sur del país de Gales de los condados ingleses de Devon y Somerset en el suroeste del Reino Unido, y finaliza en el estuario del río Severn. Es una importante vía de acceso marítimo al interior de la isla de Gran Bretaña y recibe su nombre porque en sus proximidades se encuentra la ciudad inglesa de Brístol.

## Geografía

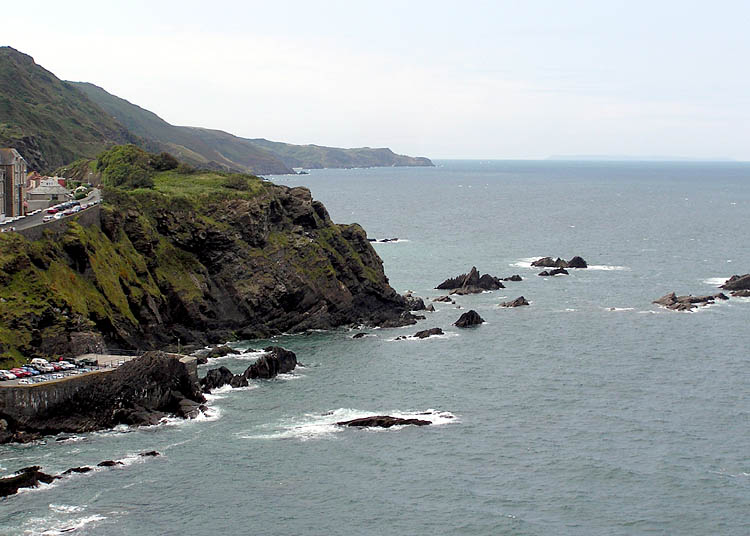
La costa del canal de Brístol en Ilfracombe, North Devon, mirando al este, hacia la bahía de Lee.

El canal de Brístol tiene 135 km de extensión y en su punto más ancho mide más de 50 km. El límite más bajo del canal se encuentra entre St. Govans Head, en Pembrokeshire, la isla de Lundy, y la punta de Hartland en Devon. El límite superior está entre Sand Point, Somerset y Lavernock Point en el sur del país de Gales. El noroeste de Pembrokeshire y el norte de Cornualles están fuera de los límites del canal y se consideran costas del océano Atlántico, a pesar de que Bude, al norte de Cornualles era conocida por los marinos en su ruta a Cardiff como «la puerta de entrada al canal de Brístol».
Hay numerosas islas pequeñas poco habitadas en el canal:
- Lundy, que forma parte del condado de Devon en Inglaterra, es la mayor de todas las islas con una superficie de 4,24 km²;
- Steep Holm, parte de Somerset con una superficie de 25,51 hectáreas;
- Flat Holm, al norte de Steep Holm, parte de Glamorgan en el país de Gales.

Estas islas son una reserva natural en donde habitan numerosas especies de aves como gaviotas, fulmares, cormoranes, alcas, araos, frailecillos, ostreros, alondras, mirlos negros, petirrojos y pardillos, entre otras.
En el canal se producen numerosas mareas, la segunda más grande del mundo después de la bahía de Fundy -en marea baja se encuentran vastos bancos de barro en los bordes del canal.

## Transporte
El canal cuenta con dos puentes en sus puntos más estrechos, el primero fue abierto en 1966 para la ruta M48 y el segundo fue abierto en 1996 para la autopista M4. Antes de la apertura del primer puente, el canal se cruzaba en el ferry de Aust.
El túnel Severn se encuentra cerca del segundo puente sobre el río Severn y facilita la circulación de trenes bajo el canal.

## Delimitación de la IHO
La máxima autoridad internacional en materia de delimitación de mares, la Organización Hidrográfica Internacional («International Hydrographic Organization, IHO), considera el canal de Brístol como un mar. En su publicación de referencia mundial, «Limits of oceans and seas» (Límites de océanos y mares, 3.ª edición de 1953), le asigna el número de identificación 20 y lo define de la forma siguiente:

Una línea que une punta Hartland (51º01'N, 4º32'W) con St. Gowan's Head (51º36'N, 4º55'W).
Limits of oceans and seas, pág. 13 y corrección de errores, pág. 39.